# Mikrovilli
Mikrovilli (singularis: mikrovillus) är strukturer som ökar ytan på celler upp till 1 000 000 gånger (hos människor) vilket underlättar absorption och utsöndring. Det rör sig om mycket små utskott som är uppbyggda av aktinfilament. De förekommer i mag-tarmkanalen, i öronen och i hjärnans ventriklar, där den ytförstorande funktionen är oundgänglig. Stereocilier är en förgrenad och längre variant av mikrovilli; celler med stereocilier finns bland annat i epididymis och i innerörat. Den del av cellens yta som är försedd med mikrovilli kallas borstbräm.